# Клименко Раїса Григорівна
Раїса Григорівна Климе́нко (нар. 9 вересня 1941, Сталіно) — українська мистецтвознавиця; член Спілки радянських художників України з 1988 року.

## Біографія
Народилася 9 вересня 1941 року в місті Сталіному (нині Донецьк, Україна). З 1961 року працювала у Донецькому художньому музеї, де обіймала посади завідувача відділу, заступника директора з наукової роботи. 1968 року закінчила Ленінградський інститут живопису, скульптури та архітектури (викладачі В. Блек, Микола Нікулін).
З 1980 року працювала в Спілці радянських художників України: з 1992 року — заступник голови. Мешкала у Донецьку в будинку на вулиці Набережній, № 119, квартира № 77.

## Науковий доробок
Основні дослідження з питаннь розвитку образотворчого життя Донецької області:
- уклала каталоги виставок Миколи Ясиненка, Юрія Зорка, Сергія Гонтаря, Володимир Шенделя, Геннадія Жукова, Миколи Бендрика;
- упорядкувала альбоми «50 років Донецької організації Спілки художників України» (1997), «Художники Донеччини» (2004; обидва — Донецьк), «Донецький пленер» (Київ, 2006);
- авторка вступних статей до альбомів: «Корни и ветви. Михаил и Лариса Джарты. Живопись, графика, монументально-декоративное искусство» (Софія, 2011), «Тамара Егоренкова. Живопись, графика» (Донецьк, 2013);
- авторка низки статей в Енциклопедії сучасної України[2].